# Scapania portoricensis
Scapania portoricensis là một loài rêu tản trong họ Scapaniaceae. Loài này được Hampe & Gottsche miêu tả khoa học lần đầu tiên năm 1852.